# КБ-1 Пеперуда
КБ-1 „Пеперуда“ е български учебно-тренировъчен самолет, произвеждан в началото на 1930-те г. в България; това е първият тип самолети, произвеждани в Самолетна фабрика „Капрони Български“ – Казанлък.
Самолетът донякъде представлява копие на италианския Caproni Ca.100, но вместо редови двигател с водно охлаждане, е поставен 9-цилиндров звездообразен двигател Walter NZ-120 (мощност 88.2 kW/120 h. p.). Изменения са направени и в колесника на машината.
КБ-1 „Пеперуда“ представлява двуместен биплан, като разпереността на горното крило е по-малка от тази на долното – сравнително рядко срещано конструктивно решение при бипланите. Конструкцията на самолета е дървена, с обшивка от дуралуминиева ламарина (в зоната около двигателя), шперплат и плат.
Произведените самолети са предадени през 1932 г. на Аеропланното училище в Казанлък, където са използвани като учебно-тренировъчни машини. На базата на КБ-1 са произведени и две машини във вариант на хидроплан, които са единствените хидроплани българско производство. Те са предадени на намиращото се на подчинение на флота Водосамолетно ято във Варна, но там не са одобрени и не са допуснати до полети.